# Muck Groh
Muck Groh (geb. 7. Oktober 1946 in Nürnberg als Werner Groh) ist ein deutscher Musiker.
Von 1967 bis 1971 war er als Gitarrist Mitglied der Rockgruppe Ihre Kinder. 1972 gründete er die Jazzrockband Aera, mit der er zwei Alben einspielte. Beim vierten Album der Gruppe fungierte er als Tontechniker. Zwischen 1978 und 1979 widmete er sich unter dem Namen „Muck Grohbian“ einem Soloprojekt, 1980 entstand mit Wolfgang Teske das Album Grotesk, auf dem Theo Jörgensmann und Ulrich P. Lask als Gäste mitwirkten.
2006 rief er mit seinem Sohn Jonas Gruber, den ehemaligen Aera-Mitgliedern Wolfgang Teske und Christoph Krieger sowie Armin Fleissner die Gruppe Neue Aera ins Leben. An die Stelle des 2010 verstorbenen Teske, der beim Album Aerabian noch Schlagzeug spielte, trat dessen Sohn Lille Gruber.

## Diskografie
Mit Ihre Kinder:
- 1969: Ihre Kinder
- 1970: Leere Hände
- 1971: 2375-004 – Jeans Cover
- 1971: Werdohl
- 1982: Live ’82

Mit Aera:
- 1975: Aera humanum est
- 1976: Hand und Fuß
- 1979: Türkis (als Gast)
- 1980: Live (als Toningenieur)

Als Muck Grohbian:
- 1979: Muckefuck

Muck Groh und Wolfgang Teske:
- 1980: Grotesk

Mit Neue Aera:
- 2010: Aerabian